# Алессія Філіппі
Алессія Філіппі  (італ. Alessia Filippi, 23 червня 1987) — італійська плавчиня, олімпійська медалістка.

## Виступи на Олімпіадах
| Олімпіада  | Дисципліна                            | Місце |
| ---------- | ------------------------------------- | ----- |
| Афіни 2004 | естафета 4 × 200 вільним стилем       | 14    |
| Афіни 2004 | плавання на 200 метрів на спині       | 21T   |
| Афіни 2004 | 200 метрів, комплексне плавання       | 21    |
| Афіни 2004 | 400 метрів, комплексне плавання       | 16    |
| Пекін 2008 | плавання на 800 метрів вільним стилем | 2     |
| Пекін 2008 | естафета 4 × 200 вільним стилем       | 4     |
| Пекін 2008 | 400 метрів, комплексне плавання       | 5     |